# Johan Oxenstierna
Johan Gabriel Oxenstierna af Korsholm och Wasa (Stockholm, 28 augustus 1899 - Täby, 18 juli 1995) was een Zweeds modern vijfkamper.

## Biografie
Oxenstierna werd in 1932 olympisch kampioen moderne vijfkamp.
Hij werd als diplomaat uitgezonden naar meerdere Europese landen.

## Belangrijkste resultaten

### Olympische Zomerspelen
| Jaar | Plaats      | Discipline       | Onderdeel   | Resultaat |
| ---- | ----------- | ---------------- | ----------- | --------- |
| 1932 | Los Angeles | moderne vijfkamp | individueel | Goud      |

- LIBRIS: 202740
- Virtual International Authority File: 63978672

1912: Gösta Lilliehöök ·
1920: Gustaf Dyrssen ·
1924: Bo Lindman ·
1928: Sven Thofelt ·
1932: Johan Oxenstierna ·
1936: Gotthard Handrick ·
1948: William Grut ·
1952: Lars Hall
1956: Lars Hall ·
1960: Ferenc Németh ·
1964: Ferenc Török ·
1968: Björn Ferm ·
1972: András Balczó ·
1976: Janusz Pyciak-Peciak ·
1980: Anatoli Starostin ·
1984: Daniele Masala ·
1988: János Martinek ·
1992: Arkadiusz Skrzypaszek  ·
1996: Aleksandr Parygin ·
2000: Dmitri Svatkovski ·
2004: Andrej Moisejev ·
2008: Andrej Moisejev ·
2012: David Svoboda ·
2016: Aleksandr Lesoen ·
2020: Joe Choong ·
2024: Ahmed El-Gendy